# Yelena Tyurina
Elena Tyurina-Batukhtina (em russo: Елена Николаевна Батухтина-Тюрина) é uma ex-voleibolista russa que estreou em 1986 na Seleção da União Soviética e participou de quatro edições dos jogos olímpicos.

## Carreira
Elena foi em diversas competições premiada individualmente e participou de quatro edições de olimpíada e a única em que não conquistou medalha foi nos Jogos Olímpicos de Verão de 1996 terminando em quarto lugar ao perder a decisão da medalha de bronze para Seleção Brasileira de Voleibol Feminino que conquistou a sua primeira medalha olímpica para modalidade do voleibol feminino.
Na temporada 1999-00 foi vice-campeã Copa Europeia de Clubes Campeões de Voleibol atuando pelo Uralochka Ekaterinburg e na temporada seguinte ficou com o bronze pelo mesmo clube.
Na temporada 2002-03 disputou esta mesma competição pelo Mladost ZAGREB, nas duas temporadas seguintes disputa novamente pelo Uralochka NTMK Ekaterinburg.

## Clubes
- Uralochka-NTMK Ekaterinburg (1999/2000)[2]
- Uralochka-NTMK Ekaterinburg (2000/2001)[2]
- Mladost ZAGREB (2002/2003)[2]
- Uralochka-NTMK Ekaterinburg (2003/2004)[2]
- Uralochka-NTMK Ekaterinburg (2004/2005)[2]

## Títulos e Resultados
- 1992-5ºLugar no Torneio de Montreux (Montreux,  Suíça )
- 1993-7ºLugar no Torneio de Montreux (Montreux,  Suíça )
- 1995-4ºLugar no Torneio de Montreux (Montreux,  Suíça )
- 1996-5ºLugar no Torneio de Montreux (Montreux,  Suíça )
- 1996-4º Lugar na Olimpíada (Atlanta, Estados Unidos)
- 1999-5ºLugar no Torneio de Montreux (Montreux,  Suíça )
- 1999-00 - Vice-campeã da Copa Europeia de Clubes Campeões de Voleibol[1]
- 2000-01- 3ºLugar da Copa Europeia de Clubes Campeões de Voleibol[1]
- 2004-6ºLugar no Torneio de Montreux (Montreux,  Suíça )

## Premiações Individuais
- Maior Pontuadora do Campeonato Mundial de Voleibol Feminino de 1994
- Melhor Passadora do Campeonato Mundial de Clubes de Voleibol Feminino de 1994
- Melhor Defensora da V-League Japonesa de Voleibol Feminino de 1994/95
- Maior Pontuadora do  Torneio Kurowashiki de 1994/95
- Melhor Defensora da V-League Japonesa de Voleibol Feminino de 1995/96
- Melhor Passadora do Torneio Kurowashiki de 1995/95
- MVP da V-League Japonesa de Voleibol Feminino de 1996/97
- Melhor Passadora da Copa dos Campeões de Voleibol Feminino de 1997
- Melhor Sacadora da V-League Japonesa de Voleibol Feminino de 1997/98
- Melhor Passadora do Grand Prix de Voleibol de 2001